# Beit Qad
Beit Qad, en arabe : بيت قاد, est un village du gouvernorat de Jénine en Palestine, dans le nord de la Cisjordanie. Il est situé à 5 kilomètres de Jénine. Selon le recensement du Bureau central palestinien des statistiques, la localité compte une population de 1 538 habitants en 2017.